# Án lệ 67/2023/AL
Án lệ 67/2023/AL về người được nhận hiện vật khi chia tài sản chung là án lệ thứ 67 thuộc lĩnh vực dân sự của hệ thống pháp luật Việt Nam, được Hội đồng Thẩm phán Tòa án nhân dân tối cao thông qua, Chánh án Nguyễn Hòa Bình ra quyết định công bố ngày 1 tháng 10 năm 2023, và có hiệu lực cho tòa án các cấp trong cả nước nghiên cứu, áp dụng trong xét xử từ ngày 1 tháng 11 năm 2023. Án lệ này dựa trên nguồn là Quyết định giám đốc thẩm số 40/2021/DS-GĐT ngày 23/6/2021 của Tòa án nhân dân cấp cao tại Hà Nội, nội dung xoay quanh việc chia tài sản chung, thanh toán giá trị với các đối tượng, chủ thể là người cao tuổi. Vụ Pháp chế và Quản lý khoa học là đơn vị đề xuất để lựa chọn bản án này làm án lệ.
Trong vụ án này, tranh chấp về nhà đất phát sinh giữa bà và cháu nội, theo đó mảnh đất và căn nhà được tạo lập bởi vợ chồng người bà từ thuở ban đầu, người ông mất lập di chúc chia một phần nhà đất cho cháu nội, theo đó nhà đất đứng tên cả bà lẫn cháu. Sau một thời gian, do không thể sống chung, mâu thuẫn nảy sinh và cả 2 đều có nguyện vọng được giữ nhà và đất, trả cho bên còn lại 1 khoản tiền nhất định. Vụ việc không thể hòa giải, tiến hành khởi kiện, lần lượt trải qua sơ thẩm, phúc thẩm rồi giám đốc thẩm, liên tiếp đảo chiều ban đầu là nguyên đơn thắng kiện, sau đó là bị đơn và rồi cuối cùng được phán quyết quay trở lại bản án ban đầu. Từ đây, nội dung của vụ án được lựa chọn làm án lệ để xác định việc chia tài sản chung cho chủ thể là người cao tuổi đã tạo lập, quản lý và sử dụng nhà đất ổn định, lâu dài trên thực tế.

## Nội dung vụ án
Tại thị trấn Văn Điển, Thanh Trì, Hà Nội có gia đình vợ chồng Phạm Ngọc T (gọi tắt là cụ Phạm), Nguyễn Thị Đ (gọi tắt là cụ Nguyễn). Vợ chồng sinh được 5 người con (4 nữ, 1 nam), trong đó người con trai duy nhất là Phạm Ngọc T3 chết năm 2005. Hai vợ chồng tạo lập được thửa đất ở Văn Điển, đã được cấp Giấy chứng nhận quyền sử dụng đất năm 2005 mang tên hai người; trên đất có ngôi nhà hai tầng. Ngày 12 tháng 3 năm 2012, hai vợ chồng lập di chúc chung tại văn phòng công chứng với nội dung cho cháu nội là Phạm Ngọc H (con trai của Phạm Ngọc T3, gọi tắt là Ngọc H) có toàn quyền sử dụng, sang tên khối tài sản là nhà đất nêu trên của hai người. Sau khi cụ Phạm chết năm 2014, cháu nội Ngọc H và gia đình chuyển tới ở cùng cụ Nguyễn từ năm 2016. Ngày 26 tháng 10 năm 2019, cụ Nguyễn và cháu nội Ngọc H lập văn bản thỏa thuận phân chia di sản thừa kế với nội dung Ngọc H được hưởng toàn bộ phần di sản thừa kế của cụ Phạm để lại; cụ Nguyễn và cháu nội Ngọc H là đồng sở hữu, sử dụng diện tích nhà đất. Ngày 14 tháng 11 năm 2019, cụ Nguyễn và cháu được Sở Tài nguyên và Môi trường thành phố Hà Nội cấp giấy chứng nhận quyền sử dụng đất, quyền sở hữu nhà ở và tài sản khác gắn liền với đất diện tích 84 m² đất.
Năm 2020, xung đột gia đình bắt đầu xảy ra, cụ Nguyễn được đại diện theo ủy quyền bởi con gái khởi kiện yêu cầu chia tài sản chung giữa cụ với cháu nội Ngọc H, theo đó đề nghị được sử dụng nhà đất và thanh toán giá trị tài sản cho cháu nội số tiền là 1,4 tỷ đồng. Theo đơn kiện, nếu cháu nội không đồng ý thì đề nghị Tòa án giải quyết theo giá của Hội đồng định giá đã xác định là 40 triệu đồng/m² đất. Bị đơn tức cháu nội Ngọc H trình bày rằng bà nội và gia đình anh hiện đang cùng sinh sống tại nhà đất này. Anh xác định, thửa đất không thể chia đôi theo hiện vật, anh có nguyện vọng được nhận nhà đất và thanh toán cho bà nội số tiền 1,5 tỷ đồng; nếu bà nội muốn nhận nhà đất thì phải thanh toán cho anh với giá 75 triệu đồng/m² tương đương 2,325 tỷ đồng. Trong vụ kiện, những người có quyền lợi nghĩa vụ liên quan là 4 người con gái của gia đình cụ Phạm, cụ Nguyễn thống nhất trình bày rằng các bà không còn liên quan gì đến tài sản tranh chấp, đề nghị Tòa án giải quyết theo quy định của pháp luật, đảm bảo cho mẹ là cụ Nguyễn có chỗ ở, có nơi thờ cúng cụ  Phạm.

## Tiền giám đốc thẩm
Ngày 22 tháng 7 năm 2020, Tòa án nhân dân huyện Thanh Trì mở phiên dân sự sơ phẩm ở trụ sở tại ngõ 405 đường Ngọc Hồi, Văn Điển, Thanh Trì. Tòa sơ thẩm quyết định chấp nhận yêu cầu khởi kiện của cụ Nguyễn, xác định tài sản chung của cụ Nguyễn và cháu nội là quyền sử dụng đất và tài sản gắn liền với đất tại thửa đất đang sống chung, có tổng trị giá gần 2,8 tỷ đồng, mỗi người có quyền sở hữu 1/2 tài sản chung trị giá gần 1,4 tỷ đồng. Việc chia tài sản chung của 2 người như sau: giao cho cụ Nguyễn được sở hữu, sử dụng toàn bộ nhà đất, cụ có nghĩa vụ thanh toán cho cháu nội 1/2 tài sản chung. Sau khi xét xử sơ thẩm, bị đơn Ngọc H có đơn kháng cáo toàn bộ bản án sơ thẩm này, đề nghị được nhận nhà đất và có nguyện vọng để bà nội ở cùng gia đình anh cho đến khi cụ qua đời.
Ngày 24 tháng 11 năm 2020, Tòa án nhân dân thành phố Hà Nội mở phiên dân sự phúc thẩm ở trụ sở tòa tại 43 Hai Bà Trưng, phường Trần Hưng Đạo, Hoàn Kiếm. Tại phiên phúc thẩm, tòa quyết định chấp nhận yêu cầu kháng cáo của bị đơn Ngọc H, sửa bản án dân sự sơ thẩm của Tòa án nhân dân huyện Thanh Trì theo hướng xác định tài sản chung của cụ Nguyễn và cháu nội là quyền sử dụng đất và tài sản gắn liền với đất, mỗi người có quyền sở hữu, sử dụng 1/2 tài sản chung này. Về việc chia tài sản chung cụ thể như sau: cháu nội Ngọc H được sở hữu, sử dụng toàn bộ nhà đất; Ngọc H có nghĩa vụ thanh toán cho cụ Nguyễn 1/2 tài sản chung; Ngọc H có quyền, nghĩa vụ liên hệ với các cơ quan Nhà nước có thẩm quyền để làm thủ tục điều chỉnh hoặc đổi, cấp giấy chứng nhận quyền sử dụng đất, quyền sở hữu nhà ở và tài sản khác gắn liền với đất đối với tài sản được chia nêu trên theo quy định của pháp luật. Bên cạnh đó, ghi nhận sự tự nguyện của vợ chồng Ngọc H tiếp tục để cụ Nguyễn sử dụng nhà trên cho đến khi qua đời.
Ngày 1 tháng 2 năm 2021, Viện trưởng Viện kiểm sát nhân dân cấp cao tại Hà Nội Nguyễn Quang Thành ký quyết định kháng nghị bản án dân sự phúc thẩm của Tòa án nhân dân thành phố Hà Nội; đề nghị Ủy ban Thẩm phán Tòa án nhân dân cấp cao tại Hà Nội xét xử giám đốc thẩm theo hướng hủy bản án dân sự phúc thẩm nêu trên và giữ nguyên bản án dân sự sơ thẩm của Tòa án nhân dân huyện Thanh Trì.

## Giám đốc thẩm
Ngày 23 tháng 6 năm 2021, Tòa án nhân dân cấp cao tại Hà Nội mở phiên phúc thẩm tại trụ sở ở ngõ 2 Tôn Thất thuyết, phường Yên Hoà, quận Cầu Giấy, Hà Nội.

### Nhận định của tòa án
Hội đồng xét xử nhận định rằng, nhà đất tranh chấp có nguồn gốc là của vợ chồng nguyên đơn, được cấp giấy chứng nhận quyền sử dụng đất năm 2005, sau đó được lập di chúc chung có nội dung cho cháu nội là Ngọc H có toàn quyền sử dụng, sang tên khối tài sản nhà đất nêu trên của hai cụ. Sau khi cụ Phạm chết, nguyên đơn và bị đơn lập văn bản thỏa thuận phân chia di sản thừa kế có nội dung bị đơn được hưởng toàn bộ phần di sản thừa kế của cụ Phạm để lại; nguyên đơn và bị đơn là đồng sở hữu, sử dụng diện tích nhà đất này và được Sở Tài nguyên và Môi trường thành phố Hà Nội cấp giấy chứng nhận quyền sử dụng đất, quyền sở hữu nhà ở và tài sản khác gắn liền với đất.
Trong quá trình giải quyết vụ án, nguyên đơn và bị đơn đều có nguyện vọng được nhận nhà đất và thanh toán giá trị cho nhau. Tuy nhiên, diện tích nhà đất có nguồn gốc là của vợ chồng nguyên đơn tạo lập và hai cụ sinh sống trên đất từ năm 1980; sau khi cụ Phạm chết, cụ Nguyễn vẫn quản lý, sử dụng, thờ cúng cụ Phạm; năm 2016, cháu nội Ngọc H mới chuyển đến sinh sống cùng cụ Nguyễn và không tạo lập được tài sản nào trên đất. Cụ Nguyễn cho rằng, thực tế cụ và cháu nội không thể tiếp tục sống chung nhà nên có nguyện vọng được nhận nhà và thanh toán tiền cho cháu; các con của cụ đề nghị giao nhà đất cho cụ để cụ có chỗ ở, có nơi thờ cúng cụ Phạm cho đến khi cụ qua đời. Hội đồng xét xử căn cứ các nội dung này, đồng thời kết hợp với việc nguyên đơn tuổi cao, sức yếu, hạn chế trong việc tạo lập chỗ ở mới, do đó nhận định rằng bản án sơ thẩm phù hợp thực tiễn, việc bị đơn được hưởng giá trị 1/2 tài sản chung nói trên đủ để tạo lập chỗ ở mới. Theo đó, Hội đồng xét xử nhận định rằng có căn cứ chấp nhận một phần kháng nghị theo hướng sửa bản án dân sự phúc thẩm của Tòa án nhân dân thành phố Hà Nội.

### Quyết định
Với những nhận định trong phiên giám đốc thẩm, Hội đồng xét xử ban hành quyết định chấp nhận một phần kháng nghị của Viện trưởng Viện kiểm sát nhân dân cấp cao tại Hà Nội, tuyên sửa toàn bộ bản án dân sự phúc thẩm của Tòa án nhân dân thành phố Hà Nội, cụ thể như sau: chấp nhận yêu cầu khởi kiện của nguyên đơn, xác định nhà đất tranh chấp là tài sản chung của nguyên đơn và bị đơn, một bên có quyền sở hữu, sử dụng 1/2 tài sản chung. Quyết định chia tài sản chung, cụ thể như sau: nguyên đơn được sở hữu, sử dụng toàn bộ nhà đất; nguyên đơn có nghĩa vụ thanh toán cho bị đơn 1/2 tài sản chung, đồng thời có quyền, nghĩa vụ liên hệ với các cơ quan Nhà nước có thẩm quyền để làm thủ tục điều chỉnh hoặc đổi, cấp giấy chứng nhận quyền sử dụng đất, quyền sở hữu nhà ở và tài sản khác gắn liền với đất đối với tài sản được chia nêu trên theo quy định của pháp luật. Kể từ ngày có đơn yêu cầu thi hành án của người được thi hành án cho đến khi thi hành xong tất cả các khoản tiền, hàng tháng người phải thi hành án còn phải chịu khoản tiền lãi của số tiền chưa thi hành án theo mức lãi suất quy định. Về án phí: nguyên đơn được miễn án phí dân sự sơ thẩm và không phải chịu án phí dân sự phúc thẩm; bị đơn phải chịu án phí dân sự sơ thẩm số tiền là 53,7 triệu.

## Hình thành án lệ
Vụ Pháp chế và Quản lý khoa học đã đề xuất lựa chọn quyết định giám đốc thẩm này của Tòa án nhân dân cấp cao tại Hà Nội làm án lệ để xác định việc giao nhà đất cho một trong các chủ sở hữu, người đứng tên dựa trên thực tế là người đã tạo dựng, đóng góp cho tài sản chung bị tranh chấp, và là 1 trong 14 đề xuất giai đoạn này. Sau đó, theo tiến trình lựa chọn, Tòa án nhân dân tối cao đã phối hợp với Liên minh châu Âu và Chương trình phát triển Liên hợp quốc (UNDP) tổ chức lấy ý kiến từ ngày 19 tháng 4 năm 2023, thông qua hội thảo các chuyên gia, nhà khoa học, nhà hoạt động thực tiễn; và trực tuyến công khai trên trang tin điện tử án lệ. Sau đó, Hội đồng tư vấn án lệ được tổ chức họp nhằm thảo luận, cho ý kiến đối với nội dung của 14 dự thảo án lệ được đề xuất phát triển thành án lệ vào ngày 2 tháng 6. Trên cơ sở ý kiến góp ý của các thành viên Hội đồng tư vấn án lệ, Vụ Pháp chế và Quản lý khoa học xin rút 5 dự thảo án lệ, đồng thời phiên họp kết luận đề xuất xem xét lựa chọn, thông qua 8 dự thảo án lệ và cân nhắc 1 dự thảo án lệ. Ngày 16 tháng 8, Hội đồng Thẩm phán họp và quyết định thông qua 7 trong 8 dự thảo, trong đó có quyết định giám đốc thẩm của vụ án trên, chính thức là Án lệ số 67/2023/AL và là 1 trong 3 án lệ dân sự trong đợt lựa chọn này.